# Safirvaktelduva
Safirvaktelduva (Geotrygon saphirina) är en fågel i familjen duvor inom ordningen duvfåglar. Den förekommer i regnskogar i Sydamerika. Arten minskar i antal, men beståndet är livskraftigt. 

## Utseende och läte
Safirvaktelduvan är en praktful duva med kastanjebrun rygg, ljus buk, guldgul halsfläck och en slående ansiktsteckning. Den kan förväxlas med den mattare färgade violett vaktelduva, men denna har svagare ansiktsteckning. Sången består av en mjuk men stammande vissling som upprepas efter några sekunder.

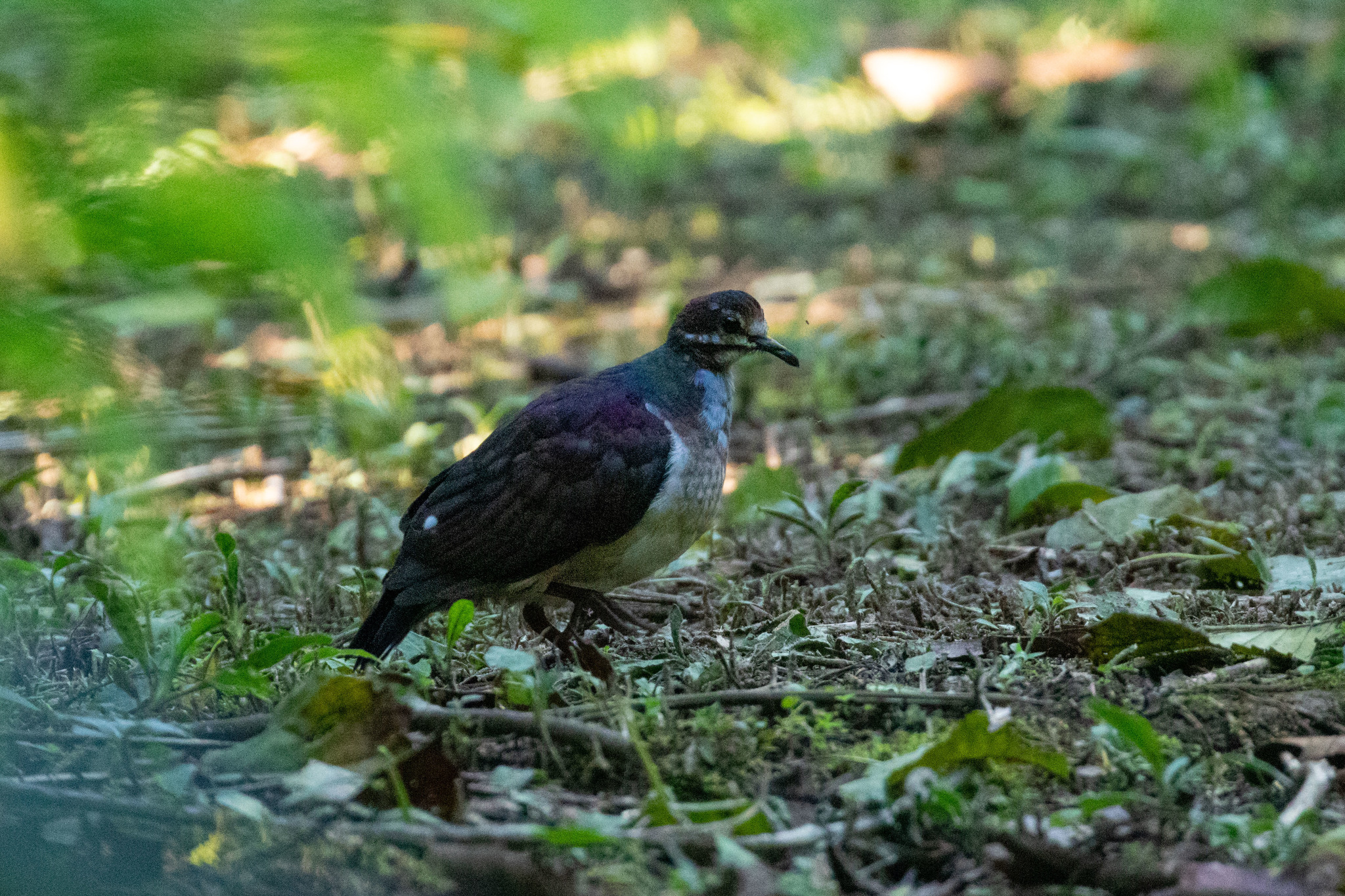

## Utbredning och systematik
Safirvaktelduva delas in i två underarter med följande utbredning:
- Geotrygon saphirina saphirina – förekommer från tropiska östra Ecuador till sydöstra Peru och västra amazonska Brasilien
- Geotrygon saphirina rothschildi – förekommer i sydöstra Peru (Marcapata)

Tidigare ansågs indigokronad vaktelduva (Geotrygon purpurata) ingå som underart.

## Levnadssätt
Safirvaktelduvan hittas i fuktiga regnskogar i låglänta områden och förberg. Den påträffas vanligen enstaka, promenerande tystlåtet på marken inne i skogen. 

## Status och hot
Arten har ett stort utbredningsområde, men tros minska i antal, dock inte tillräckligt kraftigt för att den ska betraktas som hotad. Internationella naturvårdsunionen IUCN listar arten som livskraftig (LC).